# Імон Саллівен
Імон Саллівен  (англ. Eamon Sullivan, 30 серпня 1985) — австралійський плавець, олімпійський медаліст.

## Виступи на Олімпіадах
| Олімпіада  | Дисципліна                            | Місце |
| ---------- | ------------------------------------- | ----- |
| Афіни 2004 | естафета 4 × 100 вільним стилем       | 6     |
| Пекін 2008 | плавання на 50 метрів вільним стилем  | 6     |
| Пекін 2008 | плавання на 100 метрів вільним стилем | 2     |
| Пекін 2008 | естафета 4 × 100 вільним стилем       | 3     |
| Пекін 2008 | комплексна естафета 4 × 100           | 2     |